# Mai Khôi
Mai Khôi, celým jménem Đỗ Nguyễn Mai Khôi (* 1983, Cam Ranh) je vietnamská písničkářka, lidskoprávní aktivistka a disidentka působící v exilu.

## Dětství a hudební začátky
Narodila se v roce 1983 v jihovietnamském městě Cam Ranh do rodiny učitelky literatury a učitele hudby. Právě její otec ji začal v osmi letech učit hrát na kytaru a ve svých dvanácti letech složila svou první píseň a začala s otcovou kapelou hrát na svatbách. Po střední škole se v osmnácti letech přestěhovala do Ho Či Minova Města, kde tři roky navštěvovala tamní konzervatoř, studium ale nedokončila. Hraním v klubech, kavárnách a barech se jí podařilo našetřit na vydání svého debutového alba Khôi v roce 2004. O čtyři roky později vydala Mai Khôi sings Quoc-Bao. V rozhovoru pro časopis Respekt hodnotí Mai Khôi svou ranou tvorbu jako „naivní písničky, většinou o lásce“.

## První úspěch a popová dráha
Se svou pozitivní písní Vietnam zvítězila v roce 2010 v prestižní soutěži pořádané vietnamskou státní televizí, a získala tak rázem celostátní popularitu. Po této výhře si oholila část vlasů a nechala na kůži napsat zkratku pro Vietnam – VN, což část společnosti šokovalo. Další kontroverze vyvolaly skladby Selfie Orgasm o posedlosti pořizování si selfie nebo Saigon Boom Boom o rychlém životním stylu ve velkoměstě. Pro pověst rebelky a její extravagantní účesy se jí začalo přezdívat „vietnamská Lady Gaga“, později byla přirovnávána k Pussy Riot.

## Politický aktivismus
Po celou její hudební kariéru se musela potýkat s cenzory, a proto se v roce 2016 po setkání s aktivisty a disidenty rozhodla spolu s nimi kandidovat jako nezávislá ve volbách do vietnamského národního shromáždění. Na jejím programu kromě prosazování svobody slova měl být i boj za práva žen a osob s menšinovou sexuální nebo genderovou identitou. Její kandidatura však nebyla přijata. O několik týdnů později se setkala spolu s několika dalšími aktivisty s americkým prezidentem Obamou při jeho návštěvě Vietnamu. Po jejím neúspěšném pokusu o vstup do politiky a po tomto setkání jí bylo zakázáno veřejně vystupovat.
Při návštěvě prezidenta Donalda Trumpa na summitu APECu jej Mai Khôi kritizovala pro nepodpoření tamní občanské společnosti a nazvala jej rasistou. Prezidentskou kolonu přivítala transparentem s nápisem „Piss On You Trump“, variantou na „Peace on you“ (česky mír s tebou). Po tomto incidentu byla i se svým manželem, Australanem Benjaminem Swantonem, vystěhována z jejich bytu v Hanoji. V listopadu 2019 odešla z Vietnamu do Spojených států, nejdříve do New Yorku a od listopadu 2020 žije v Pittsburghu, kde působí na University of Pittsburgh v rámci programu poskytujícího zázemí pro umělce v exilu.

### Mai Khôi a Disidenti

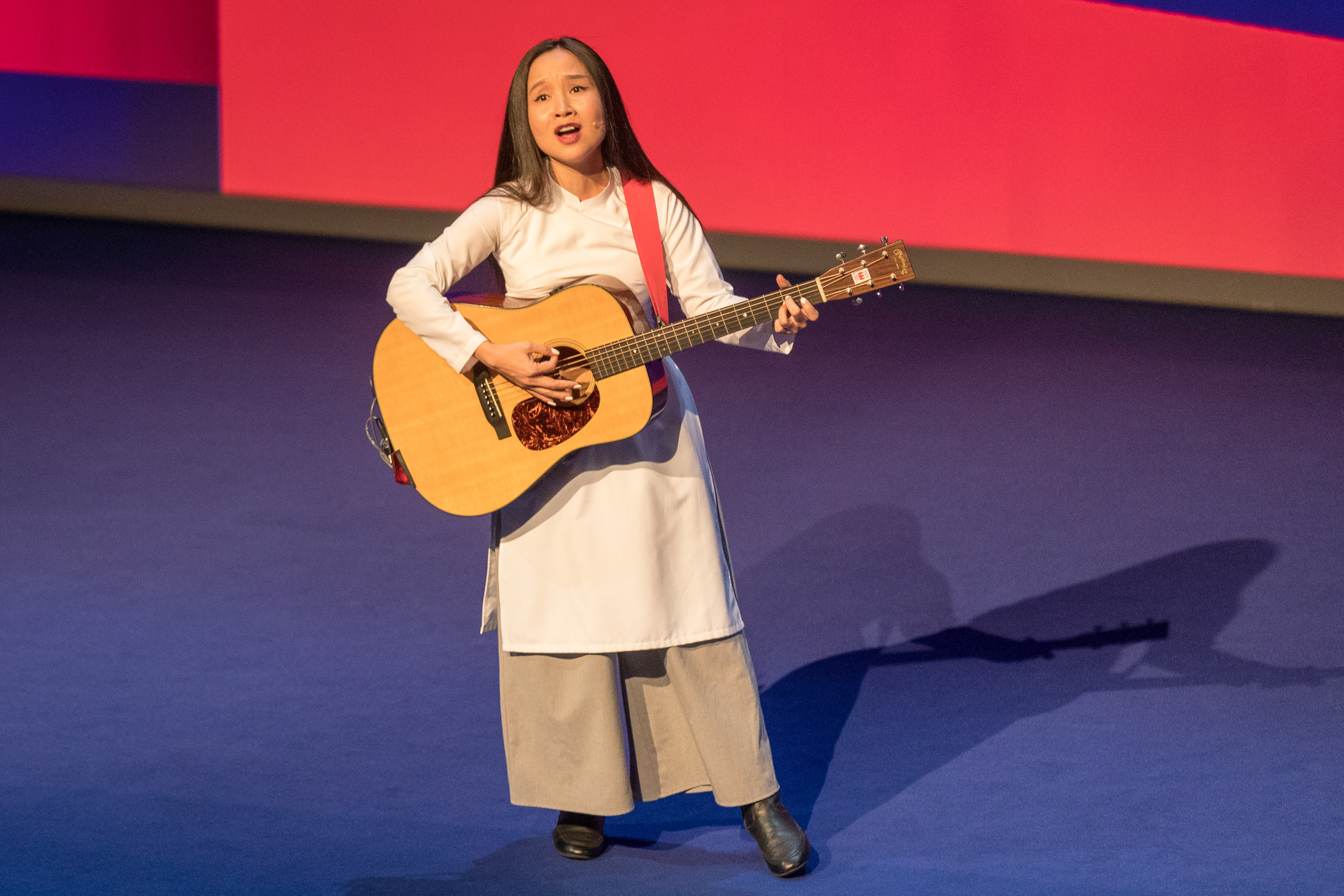
Mai Khôi vystupující na konferenci Oslo Freedom Forum, kde jí bylo předáno ocenění za kreativní disent, 2018

V roce 2018 vydala nové folkové album Dissent plné protestních písní, mezi nimi například Xin Ông (prosím, pane) o cenzuře, 	Trại Phục Hồi Nhân Phẩm (převýchovný tábor) nebo Em Thành Của Anh (teď jsem tvůj) o vztahu Vietnamu a Číny. Na albu spolupracovala se dvěma hudebníky, proto Mai Khôi Chếm Gió – Mai Khôi a Disidenti. Na saxofon ji doprovází Quyền Thiện Đắc a na flétnu, bicí a jiné multiinstrumentalista Nguyen Duc Minh.
V březnu 2018 byla pozvána na český festival dokumentárních filmů Jeden svět, kde zasedala v porotě. Kromě toho v Praze měla dvě hudební vystoupení. Po návratu z evropského turné byla na hanojském letišti na několik hodin zadržena a hudební nosiče obsahující Dissent jí byly zabaveny.

### Ocenění
Za svou činnost získala v roce 2018 Cenu Václava Havla za kreativní disent udělovanou nevládní organizací Human Rights Foundation.